# Paweł Kozarzewski

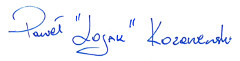

Paweł „LOJAK” Kozarzewski (ur. 12 kwietnia 1986 w Serocku) – polski pilot, reprezentant Polski w motoparalotniarstwie w klasach PF1 i PL1, członek Motoparalotniowej Kadry Narodowej w latach (2013-2019). Pierwszy pilot na świecie latający wewnątrz obiektu zamkniętego – stadion PGE Narodowy w Warszawie. Pilot ścigający się z biegaczką Justyną Święty-Ersetic i kolarką Eugienią Bujak wewnątrz Stadionu Śląskiego w Chorzowie, pomysłodawca wyścigów z driftującymi autami w ramach Driftingowych Mistrzostw Polski nad torami w Kielcach i Słomczynie.
Pierwszy i jedyny polski pilot latający w międzynarodowej grupie pokazowej PARABATIX Sky Racers. Podróżnik i fotograf, który m.in. w 2016 roku wykonał przelot wzdłuż rzeki Wisły od źródła po ujście w niecałe 36 godzin. Ambasador i pilot testowy marki Dudek – polskiego producenta skrzydeł paralotniowych. Organizator spotkań z dziećmi w przedszkolach i młodzieżą w szkołach. Czterokrotny Mistrz Polski (2015, 2016, 2018, 2019) najliczniejszej klasy PF1, dwukrotny zdobywca Motoparalotniowego Pucharu Polski (2016, 2018).
Zwycięzca plebiscytu Cumulusy 2016 na 10 najlepszych sportowców lotniczych oraz Cumulus Extreme 2017 za najbardziej ekstremalny i spektakularny wyczyn lotniczy 2017 roku. Drużynowy Mistrz Świata w sezonach 2013, 2014, 2015, 2018, 2022 – jako trener. Wykładowca TryFly Academy, współtwórca kwartalnika „Vario – magazyn paralotniowy”. Pilot tandemowy, instruktor paralotniowy i motoparalotniowy, pilot pokazowy. Aktualnie pełni funkcję trenera Motoparalotniowej Kadry Narodowej Kataru.

## Życiorys
Paweł Kozarzewski jest synem Ewy i Jerzego Kozarzewskich, rolników z mazowsza wyspecjalizowanych w produkcji mleka, pochodzi z niewielkiej miejscowości Zalesie Borowe gm. Serock powiat legionowski, w której się wychował. Ma dwie siostry – Wioletę (ur. 1985) oraz Sylwię (ur. 1990). Jego młodszy brat Mariusz (ur. 1994), również reprezentant Polski zginął w wypadku na Motoparalotniowych Mistrzostwach Europy w Czechach (2017). Paweł uczęszczał do Szkoły Podstawowej im. ks. kan. Jana Sieka w Błędostowie, Publicznego Gimnazjum w Winnicy, Powiatowego Zespołu Szkół Ponadgimnazjalnych w Serocku do klasy o profilu informatycznym, studiował informatykę na Wyższej Szkole Technologii Informatycznych w Warszawie. Od 12.2009 roku do 03.2019 pracował w zawodzie w warszawskim biurze międzynarodowej kancelarii prawnej Dentons  w dziale IT, od marca 2019 pełni funkcję drugiego trenera Motoparalotniowej Kadry Narodowej Kataru, którą prowadzi wraz z byłym reprezentantem Motoparalotniowej Kadry Narodowej Polski Kamilem Mańkowskim.

## Przebieg kariery zawodniczej

### Kariera
Przed 2012 r. nie był związany w żaden sposób z lotnictwem, w rodzinie również nikt nie miał korzeni lotniczych. Często nad jego rodzinnym Zalesiem Borowym odbywały się skoki spadochronowe Aeroklubu Warszawskiego – strefy spadochronowej SkyDive Chrcynno, ale nigdy ze spadochronem nie skakał. Interesował się fotografią, odnosząc zwycięstwa w lokalnych konkursach fotograficznych. Był również laureatem konkursu National Geographic.
Jesienią 2011 roku kolega zainteresował go nową perspektywą robienia zdjęć pokazując skrzydło oraz napędem motoparalotniowy. „Lojak” oprócz fotografowania jeździł i ścigał się motocyklami, wraz z grupą przyjaciół organizował również akcje charytatywne dla dzieci z domów dziecka w całej Polsce (Motocykliści Charytatywnie). Wiosną 2012 roku z ciekawości zapisał się na I i II etap szkolenia paralotniowego w Kroczewie koło Nowego Dworu Mazowieckiego. Po 2 tygodniach szkolenia pasja tak go pochłonęła, że postanowił sprzedać motocykl i zakupił sprzęt do latania.
2 lipca 2012 roku udał się na kurs uprawniający do lotów paralotnią z napędem plecakowym w miejscowości Gocław koło Kołbieli. 17 września 2012 roku w Łękach Kościelnych k. Kutna przystąpił do państwowego egzaminu zdobywając uprawnienia: Świadectwo Kwalifikacji Pilota Paralotni, które uprawniało go do lotów swobodnych i z napędem plecakowym. „Lojak” posiadał również uprawnienia „H” – start za liną. W październiku 2012 r. za namową innych pilotów pojechał na swoje pierwsze zawody – XIII Mikrolotowe Mistrzostwa Podlaskiego KONTAKTY, w których zajął VII miejsce. Pod koniec 2012 roku podjął się również stworzenia oraz administrowania strony internetowej Motoparalotniowej Kadry Narodowej, w której poznał innych pilotów, reprezentantów Polski. Możliwość podpatrywania najlepszych i trenowania z nimi zaowocowała szybkim postępem w umiejętnościach pilotowania paralotni.
W 2013 roku po dobrym debiucie w swoich pierwszych Motoparalotniowych Mistrzostwach Polski otrzymał powołanie do Motoparalotniowej Kadry Narodowej Aeroklubu Polskiego, w której latał do grudnia 2019. Brał udział w większości zawodów w Polsce i za granicą. 
W trakcie treningu do TWG 2017 – 20 czerwca doznał kontuzji, która wykluczyła go z latania na 4 miesiące, do latania wrócił w październiku 2017 latając wewnątrz Stadionu Śląskiego w Chorzowie. W kwietniu 2018 roku wykonał lot wewnątrz hali wysokiego składowania w podwarszawskim Błoniu.
Od 2014 posiada uprawnienia do lotów na trajce jednoosobowej oraz tandemowej, w grudniu 2019 uzyskał uprawnienia instruktora paralotniowego i motoparalotniowego. Pomysłodawca pokazów motoparalotni z Flyboard Polska. 
Brał udział w takich projektach jak: „Życie Pełną Parą – odcinek 5” z Anną Starmach, „Private Banking – your time” dla mBank, „Niepodległa do hymnu” – dla MKiDN.

## Wyniki
| Lokata      | Sezon | Rodzaj        | Klasa | Impreza                                                            | Miejsce                 |
| ----------- | ----- | ------------- | ----- | ------------------------------------------------------------------ | ----------------------- |
| 7. miejsce  | 2012  | indywidualnie | PF1   | XIII Mikrolotowe Mistrzostwa Podlaskiego KONTAKTY 2012             | Łomża                   |
|             |       |               |       |                                                                    |                         |
| 14. miejsce | 2013  | indywidualnie | PF1   | ParaRudniki – I zawody PLMP                                        | Rudniki                 |
| 3. miejsce  | 2013  | indywidualnie | PF1   | Summer Pylon Race                                                  | Pisz                    |
| 6. miejsce  | 2013  | indywidualnie | PF1   | XV Motoparalotniowe MistrzostwaPolski / II zawody PLMP             | Rudniki                 |
| 8. miejsce  | 2013  | indywidualnie | PF1   | I Motoparalotniowe Slalomowe Mistrzostwa Polski                    | Rudniki                 |
| 1. miejsce  | 2013  | indywidualnie | PF1   | Parapiknik – III zawody PLMP                                       | Orzysz                  |
| 24. miejsce | 2013  | indywidualnie | PF1   | I Motoparalotniowe Slalomowe Mistrzostwa Świata                    | Aspres sur Beuch        |
| 1. miejsce  | 2013  | sztafeta      | PF1   | I Motoparalotniowe Slalomowe Mistrzostwa Świata                    | Aspres sur Beuch        |
| 1. miejsce  | 2013  | drużynowo     | PF1   | I Motoparalotniowe Slalomowe Mistrzostwa Świata                    | Aspres sur Beuch        |
| 3. miejsce  | 2013  | indywidualnie | PF1   | Michałków – V zawody PLMP                                          | Michałków               |
| 2. miejsce  | 2013  | indywidualnie | PF1   | Klasyfikacja końcowa PLMP – Nawigacja                              | Kutno                   |
| 3. miejsce  | 2013  | indywidualnie | PF1   | Klasyfikacja końcowa PLMP – Sprawnościowa                          | Kutno                   |
| 3. miejsce  | 2013  | indywidualnie | PF1   | Klasyfikacja generalna PLMP 2013                                   | Kutno                   |
|             |       |               |       |                                                                    |                         |
| 10. miejsce | 2014  | indywidualnie | PF1   | II Motoparalotniowe Slalomowe Mistrzostwa Polski                   | Radom                   |
| 7. miejsce  | 2014  | indywidualnie | PF1   | XVI Motoparalotniowe MistrzostwaPolski                             | Radom                   |
| 18. miejsce | 2014  | indywidualnie | PF1   | VIII Motoparalotniowe Mistrzostwa Świata                           | Matkopuszta             |
| 2. miejsce  | 2014  | drużynowo     | PF1   | VIII Motoparalotniowe Mistrzostwa Świata                           | Matkopuszta             |
| 1. miejsce  | 2014  | drużynowo     | PF1   | VIII Motoparalotniowe Mistrzostwa Świata                           | Matkopuszta             |
| 3. miejsce  | 2014  | indywidualnie | open  | XV Mikrolotowe Mistrzostwa Podlaskiego KONTAKTY                    | Łomża                   |
| 1. miejsce  | 2014  | indywidualnie | PF1   | XV Mikrolotowe Mistrzostwa Podlaskiego KONTAKTY                    | Łomża                   |
| 2. miejsce  | 2014  | indywidualnie | PF1   | Piknik Paramotor Team Poland                                       | Galiny                  |
|             |       |               |       |                                                                    |                         |
| 3. miejsce  | 2015  | indywidualnie | PF1   | I Memoriał Grzegorza Krzyżanowskiego                               | Radom                   |
| 4. miejsce  | 2015  | indywidualnie | PF1   | II Motoparalotniowe Slalomowe Mistrzostwa Świata                   | Legnica                 |
| 3. miejsce  | 2015  | sztafeta      | PF1   | II Motoparalotniowe Slalomowe Mistrzostwa Świata                   | Legnica                 |
| 1. miejsce  | 2015  | drużynowo     | PF1   | II Motoparalotniowe Slalomowe Mistrzostwa Świata                   | Legnica                 |
| 4. miejsce  | 2015  | indywidualnie | PF1   | III Motoparalotniowe Slalomowe Mistrzostwa Polski                  | Rudniki                 |
| 1. miejsce  | 2015  | indywidualnie | PF1   | XVII Motoparalotniowe Mistrzostwa Polski                           | Rudniki                 |
| 1. miejsce  | 2015  | indywidualnie | PF1   | XVI Mikrolotowe Mistrzostwa Podlaskiego KONTAKTY                   | Łomża                   |
|             |       |               |       |                                                                    |                         |
| 1. miejsce  | 2016  | indywidualnie | PF1   | RiverFly o puchar Prezydenta Miasta Płock w celności lądowania     | Płock                   |
| 2. miejsce  | 2016  | indywidualnie | PF1   | II Memoriał Grzegorza Krzyżanowskiego                              | Radom                   |
| 1. miejsce  | 2016  | indywidualnie | PF1   | ParaRudniki – I zawody MPPP                                        | Rudniki                 |
| 9. miejsce  | 2016  | indywidualnie | PF1   | II Motoparalotniowe Slalomowe Mistrzostwa Europy                   | Bornos                  |
| 4. miejsce  | 2016  | indywidualnie | PL1   | II Motoparalotniowe Slalomowe Mistrzostwa Europy                   | Bornos                  |
| 5. miejsce  | 2016  | sztafeta      | PF1   | II Motoparalotniowe Slalomowe Mistrzostwa Europy                   | Bornos                  |
| 1. miejsce  | 2016  | drużynowo     | PF1   | II Motoparalotniowe Slalomowe Mistrzostwa Europy                   | Bornos                  |
| 2. miejsce  | 2016  | indywidualnie | PF1   | Festiwale Wiatrów Toruń – edycja MPPP                              | Toruń                   |
| 2. miejsce  | 2016  | indywidualnie | PF1   | I Motoparalotniowe Mistrzostwa Polski w konkurencjach technicznych | Wrocław                 |
| 1. miejsce  | 2016  | indywidualnie | PF1   | O puchar Burmistrza Miasta i Gminy Serock w celności lądowania     | Serock                  |
| 1. miejsce  | 2016  | indywidualnie | PF1   | XVIII Motoparalotniowe Mistrzostwa Polski                          | Serock                  |
| 2. miejsce  | 2016  | indywidualnie | PF1   | Bartoszyce – edycja MPPP                                           | Bartoszyce              |
| 21. miejsce | 2016  | indywidualnie | PF1   | IX Motoparalotniowe Mistrzostwa Świata                             | Popham                  |
| 3. miejsce  | 2016  | drużynowo     | PF1   | IX Motoparalotniowe Mistrzostwa Świata                             | Popham                  |
| 1. miejsce  | 2016  | indywidualnie | PF1   | Elbląg – edycja MPPP                                               | Elbląg                  |
| 1. miejsce  | 2016  | indywidualnie | PF1   | Klasyfikacja końcowa – I Motoparalotniowy Puchar Polski            | Warszawa                |
| 2. miejsce  | 2016  | indywidualnie | PF1   | XVII Mikrolotowe Mistrzostwa Podlaskiego KONTAKTY                  | Łomża                   |
|             |       |               |       |                                                                    |                         |
| 2. miejsce  | 2017  | indywidualnie | PF1   | Bartoszyce – edycja MPPP                                           | Bartoszyce              |
| 1. miejsce  | 2017  | indywidualnie | PF1   | O puchar Burmistrza Bartoszyc w celności lądowania                 | Bartoszyce              |
|             |       |               |       |                                                                    |                         |
| 1. miejsce  | 2018  | indywidualnie | PF1   | Paramotormeet Svanstein                                            | Stanstein               |
| 49. miejsce | 2018  | indywidualnie | PF1   | X Motoparalotniowe Mistrzostwa Świata                              | Lopburi                 |
| 1. miejsce  | 2018  | drużynowo     | PF1   | X Motoparalotniowe Mistrzostwa Świata                              | Lopburi                 |
| 3. miejsce  | 2018  | indywidualnie | PF1   | IV Memoriał Grzegorza Krzyżanowskiego                              | Radom                   |
| 2. miejsce  | 2018  | indywidualnie | PF1   | IV Motoparalotniowe Slalomowe Mistrzostwa Polski                   | Międzybrodzie Żywieckie |
| 1. miejsce  | 2018  | indywidualnie | PF1   | XX Motoparalotniowe Mistrzostwa Polski                             | Wrocław                 |
| 1. miejsce  | 2018  | indywidualnie | PF1   | XIX Mikrolotowe Mistrzostwa Podlaskiego KONTAKTY                   | Łomża                   |
| 1. miejsce  | 2018  | indywidualnie | PF1   | III Motoparalotniowy Puchar Polski                                 | Kielce                  |
|             |       |               |       |                                                                    |                         |
| 1. miejsce  | 2019  | indywidualnie | PF1   | XXI Motoparalotniowe Mistrzostwa Polski                            | Przylep/Zielona Góra    |
| 1. miejsce  | 2019  | indywidualnie | PF1   | V Memoriał Grzegorza Krzyżanowskiego                               | Kielce                  |
| 2. miejsce  | 2019  | indywidualnie | PL1   | V Motoparalotniowe Slalomowe Mistrzostwa Polski                    | Jutrosin                |
|             |       |               |       |                                                                    |                         |
| 2. miejsce  | 2020  | indywidualnie | PL1   | VI Motoparalotniowe Slalomowe Mistrzostwa Polski                   | Jutrosin                |
| 2. miejsce  | 2020  | indywidualnie | PL1   | Czech Open Paramotor Championships                                 | Strachotin              |
|             |       |               |       |                                                                    |                         |
| 1. miejsce  | 2021  | indywidualnie | PL1   | Jutrosin Slalom Cup 2021                                           | Jutrosin                |
|             |       |               |       |                                                                    |                         |
| 2. miejsce  | 2022  | indywidualnie | PF1   | 49th Coupe Icare Parabatix – Freestyle                             | Saint Hilaire           |
| 2. miejsce  | 2022  | indywidualnie | PF1   | 49th Coupe Icare Parabatix – Slalom                                | Saint Hilaire           |

| Klasy | Klasy              | Klasy       |  | Zawody | Zawody                         |
| ----- | ------------------ | ----------- |  | ------ | ------------------------------ |
| PF1   | klasa jednoosobowa | start z nóg |  | PLMP   | Polska Liga Motoparalotniowa   |
| PL1   | klasa jednoosobowa | start z kół |  | MPPP   | Motoparalotniowy Puchar Polski |

## Inne nagrody
| Rok  | Nagrody                                                              | Miejsce    |
| ---- | -------------------------------------------------------------------- | ---------- |
| 2016 | CUMULUSY 2016 – II Plebiscyt na 10 najlepszych sportowców lotniczych | 1. miejsce |
| 2017 | Cumulus Extreme 2017 – najbardziej spektakularny wyczyn lotniczy     | 1. miejsce |
| 2017 | Medal Zasług dla Miasta i Gminy Serock                               | -          |
| 2018 | CUMULUSY 2018 – II Plebiscyt na 10 najlepszych sportowców lotniczych | X miejsce  |

## Pokazy lotnicze i inne imprezy
| Rok  | Impreza                  | Miejsce       |
| ---- | ------------------------ | ------------- |
| 2013 | Płocki Piknik Lotniczy   | Płock         |
| 2013 | Air Show                 | Radom         |
| 2014 | „Piknik Szybowcowy”      | Leszno        |
| 2015 | Air Show                 | Radom         |
| 2016 | Narodowe Dni Kataru      | Doha          |
| 2016 | Festival Pribislav       | Pribislav     |
| 2018 | Ustka na Fali            | Ustka         |
| 2018 | Aerobaltic 2018          | Gdynia        |
| 2018 | Coupe Icare – IcareBatix | Saint Hilaire |
| 2019 | Ustka na Fali            | Ustka         |
| 2019 | Narodowe Dni Kataru      | Doha          |
| 2020 | Narodowe Dni Kataru      | Doha          |
| 2021 | Narodowe Dni Kataru      | Doha          |
| 2022 | Coupe Icare – IcareBatix | Saint Hilaire |